# Метод короп

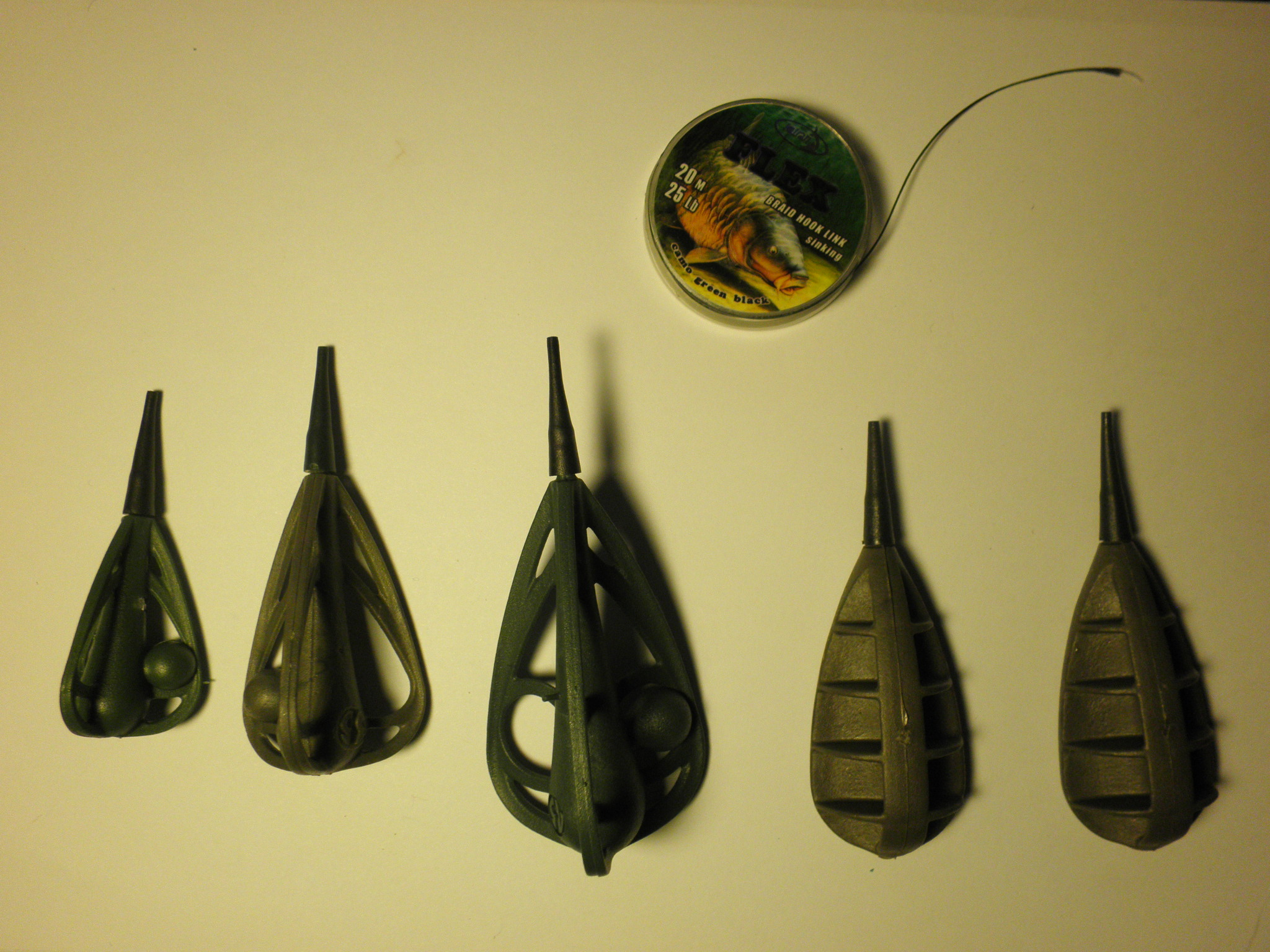
Методні годівнички

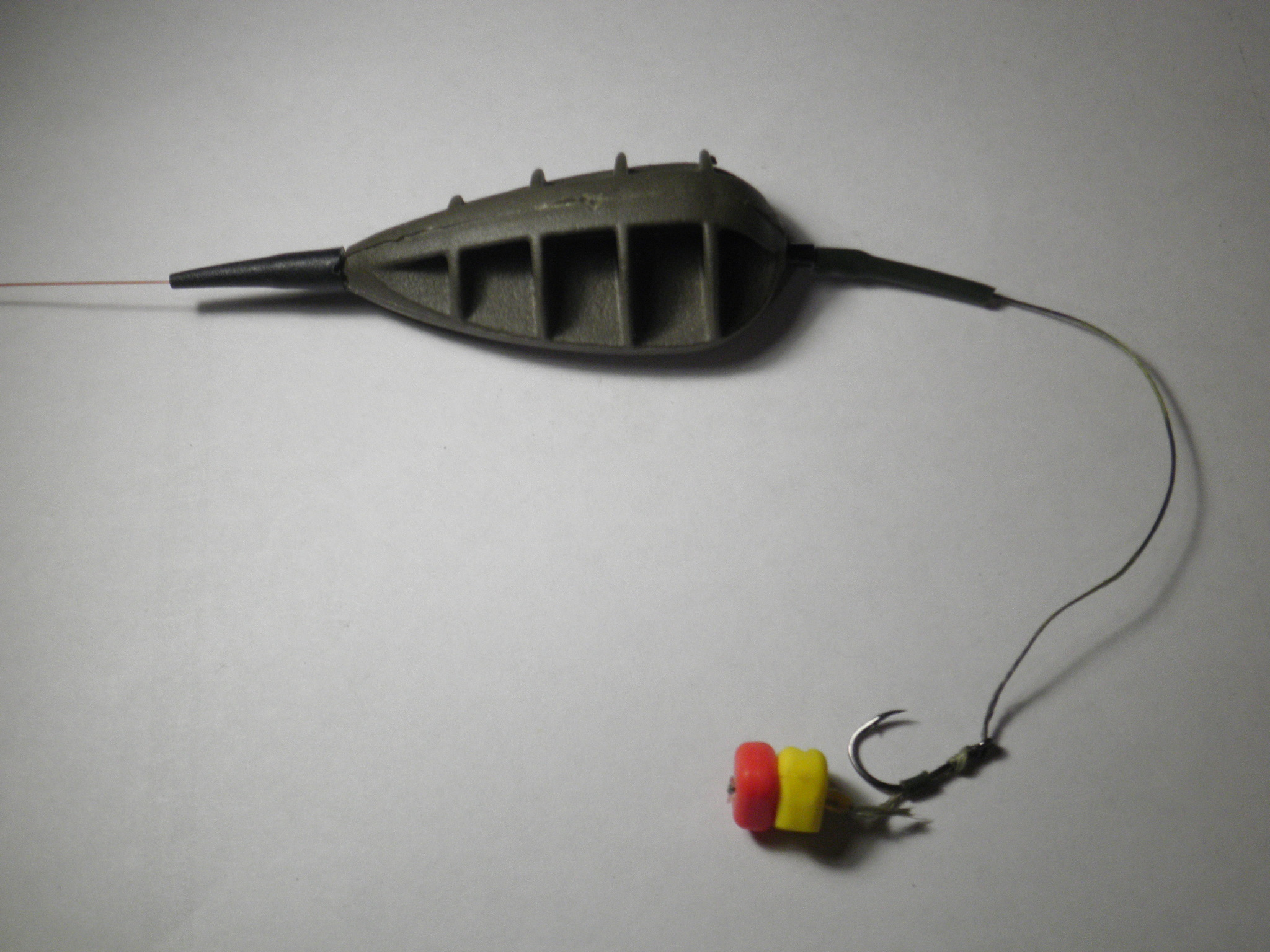
Методна оснастка ін лайн в зборі

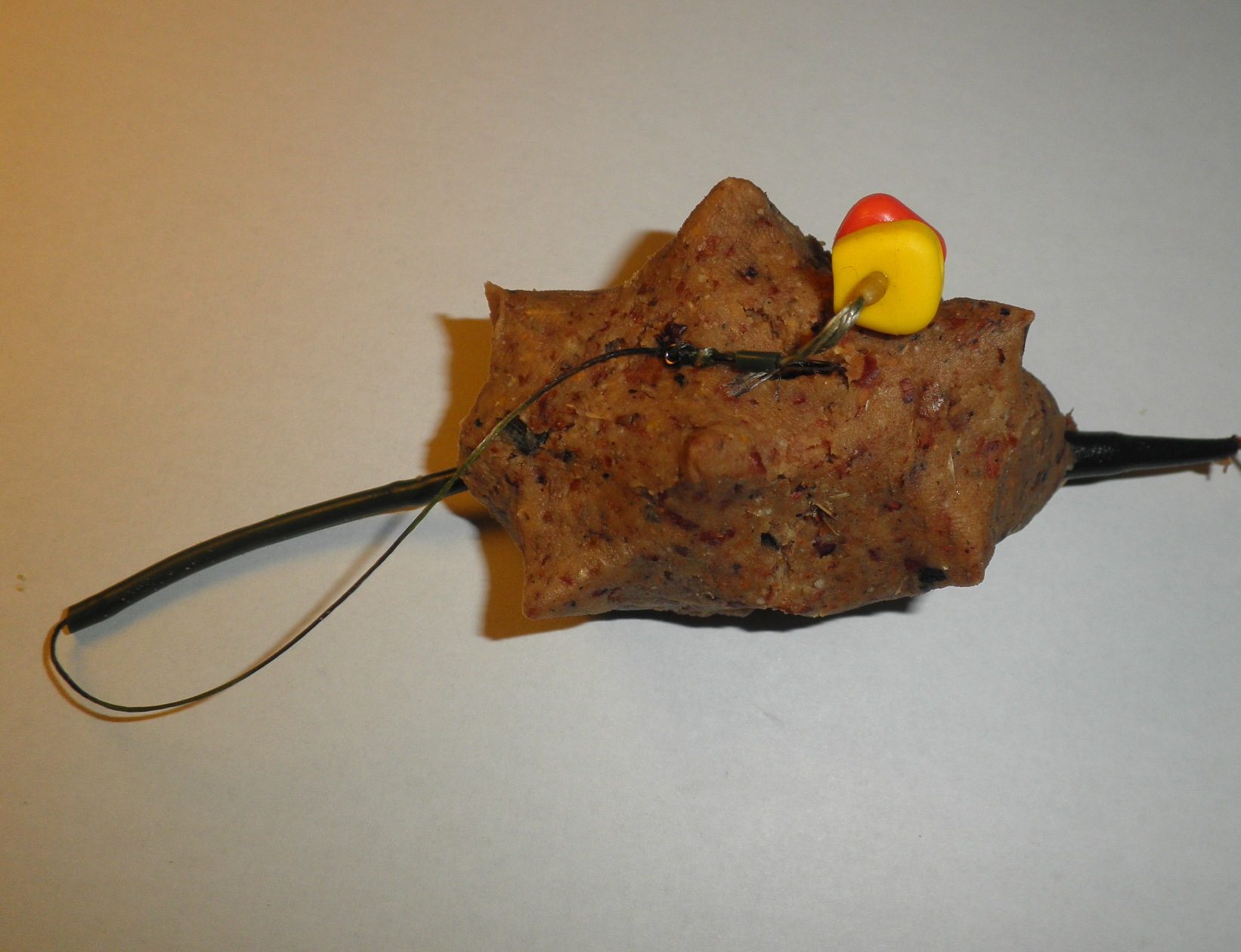
Оснащенна методна годівничка

Метод — (англ. method) один з англійських способів ловлі коропа. Належить до сучасних способів ловлі коропа. Аналог ловлі на пружину, але із застосуванням сучасних елементів оснащення, наносячих найменшу шкоду коропу.

Метод передбачає в оснащенні наявність огруженої методної годівниці з прикормкою, повідка і гачка, на який одягається насадка або наживка, так само може використовуватися волосяний монтаж.

## Методна прикормка
Використовуються прикормочні суміші для коропа, що містять підвищену кількість зв'язуючих (кукурудзяне борошно, пшеничне борошно, ячменне борошно, печиво), патока, меляса. З добавкою зернових (варена кукурудза, коноплі, пшениця, ячмінь), пелетса і бойлів, а так само їх половинок. Прикормка повинна мати таку консистенцію , що б не розліталася від удару об воду при закиданні. Опустившись на дно, дрібні частинки прикормки поширюються в товщі води, приваблюючи коропа, великі компоненти прикормки утримують, підійшовшого в місце лову коропа. 

## Методні насадки
Як насадки застосовуються бойли, пелетс, горох, кукурудза, зернові, штучні насадки. Наживка — гнойовий черв'як,  виповзок,  опариш, личинки комах.

## Вид монтажу
Метод може мати монтаж в глухому і ковзному варіанті. При глухому монтажі самозасічення коропа відбувається за допомогою ваги годівниці, а при ковзному варіанті - за допомогою натягу основної жилки. Оснастка робиться такою, щоб при можливому обриві основної волосіні, короп міг вільно позбуватися годівнички з грузом.

## Принцип лову
Основний принцип роботи методу у доставці в точку лову насадки (наживки) разом з прикормкою одночасно, при цьому насадка (наживка) знаходиться в безпосередній близькості від годівниці з прикормкою. Короп приваблений запахом прикормки, підходить до годівниці, знаходить насадку ( наживку ), заковтує її і засікається гачком за допомогою ваги годівниці або натягу основної волосіні.